# Ибрахим-Бейги
Ибрахим-Бейги (перс. ابراهيم بيگي‎) — село на севере Ирана, в остане Альборз. Входит в состав шахрестана Назарабад. Является частью дехестана (сельского округа) Танкеман бахша Танкеман.

## География
Село находится в западной части Альборза, к югу от гор Эльбурс, на расстоянии приблизительно 23 километров к западу-северо-западу (WNW) от Кереджа, административного центра провинции. Абсолютная высота — 1215 метров над уровнем моря.

## Население
По данным переписи 2006 года население села составляло 692 человека (359 мужчин и 333 женщины). В Ибрахим-Бейги насчитывалось 184 домохозяйства. Уровень грамотности населения составлял 73,7 %. Уровень грамотности среди мужчин составлял 74,65 %, среди женщин — 72,67 %.